# القوة الضاربة الفرنسية

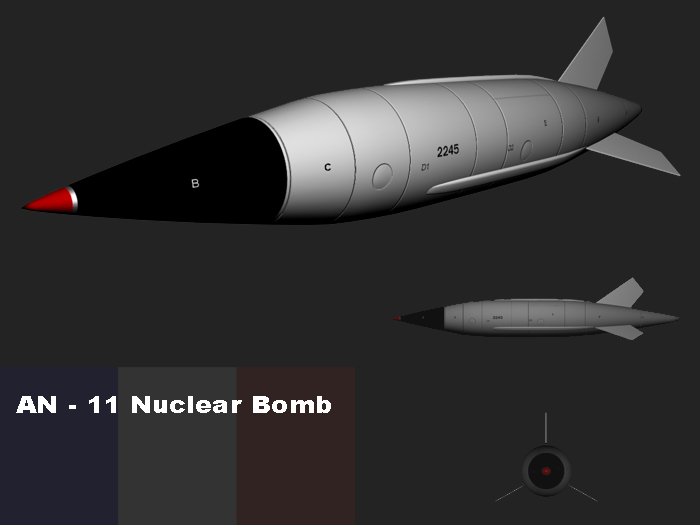
نموذج ثلاثي الأبعاد للقنبلة النووية الفرنسية AN-11 (الاختبار الأول عام 1964).

القوة الضاربة الفرنسية (أو قوة الردع بعد عام 1961)، هي التسمية التي أطلقت على ما كان في السابق ثالوثًا من الأسلحة النووية الجوية والبحرية والبرية الفرنسية المعدة للردع، وهو مصطلح فرنسي للردع. تعد القوة النووية الفرنسية (التي هي جزء من الجيش الفرنسي) ثالث أكبر قوة أسلحة نووية في العالم بعد الثالوث النووي للولايات المتحدة والاتحاد الروسي.
أبطلت فرنسا مفعول جميع الصواريخ النووية الأرضية. وفي 27 يناير 1996، أجرت آخر تجربة نووية لها في جنوب المحيط الهادئ ثم وقعت على معاهدة الحظر الشامل للتجارب النووية في سبتمبر 1996. وفي مارس 2008 أكد الرئيس الفرنسي نيكولا ساركوزي صحة التقارير التي أشارت إلى الحجم الفعلي لترسانة الأسلحة النووية الفرنسية، وأعلن أن فرنسا ستخفض ترسانتها النووية التي تحملها القوات الجوية الفرنسية بنسبة 30٪ ، لتصبح القوة الضاربة الفرنسية تملك 290 رأسًا حربيًا فقط.
بالإضافة إلى برنامجها العسكري النووي، تمتلك فرنسا برنامجًا نوويًا سلميًا كبيرًا وتحتل المرتبة الأولى كواحدة من أكبر الدولة المنتجة للطاقة النووية في العالم.